# Haarsteeg

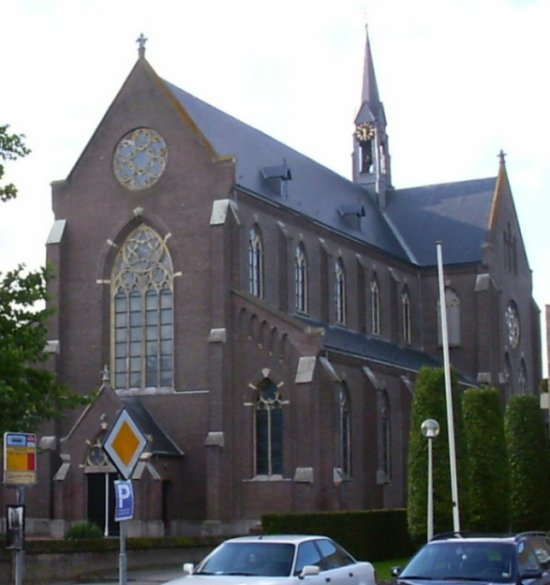
RK Kerk te Haarsteeg

Haarsteeg is een kerkdorp  in de Nederlandse provincie Noord-Brabant, bestaande uit lintbebouwing. Haarsteeg was tot 1935 verdeeld over vier gemeenten, te weten; Hedikhuizen, Herpt en Bern, Nieuwkuijk en Vlijmen.
Sinds 1935 maakte Haarsteeg volledig deel uit van de gemeente Vlijmen en na de herindeling van 1997 valt Haarsteeg, net als Nieuwkuijk en Vlijmen, onder de gemeente Heusden. Onder Haarsteeg valt ook de buurtschap De Hoeven, dat naar het westen is gelegen.

## Toponymie
Haarsteeg is samengesteld uit haar, dat 'zandige rug' betekent, en steeg, dat 'smalle weg' betekent.

## Geschiedenis
Haarsteeg ligt aan de op een zandrug gelegen weg Baardwijk-Elshout-Haarsteeg; vóór 1970 was er geen rechtstreekse verbinding tussen de kerkdorpen Elshout en Haarsteeg. Ten noorden lag komgrond die tot de afdamming van het toenmalige Maas in 1904 uitsluitend bruikbaar was als weiland.
De oudste vermelding van de Haersteghe is uit 1377. Het is hier waarschijnlijk de naam van een steeg, een zandweg. In verscheidene akten uit de 15e eeuw is sprake van de Haer of de Haren in het Herptseveld. Mogelijk dat hiervan de benaming van de weg Haarsteeg is afgeleid. Want ook in Herpt wordt land aen de Haerstege vermeld. De eerste bewoners werden gedocumenteerd in het dodenboek van Klooster Mariëndonk uit circa 1450. De bewoning in De Hoeven werd reeds eerder in schriftelijke documenten vermeld, namelijk in het midden van de 14e eeuw.
Totdat de Bergsche Maas werd gegraven (voltooid in 1904) was Haarsteeg met de Hedikhuizense Maas verbonden door middel van een haven. De oude haven is nu in gebruik als ijsbaan en schietterrein van de Ambrosiusschuts. De haven was lange tijd een laad- en losplaats voor het scheepvaartverkeer naar Gorinchem, Dordrecht en Rotterdam. Op de heenweg, naar het westen, vervoerde men land- en tuinbouwproducten, riet en vooral manden en andere van wilgentenen vervaardigde zaken. Op de terugweg werd steenkool meegenomen. Via de Hedikhuizense Maas en het Sas bereikten de kleine zeilende vrachtschepen de eigenlijke Maas.
De parochie Haarsteeg dateert van 1846. Deze werd afgesplitst van de parochie Hedikhuizen, gedeeltelijk ook van de parochie Vlijmen. Het dorp kende mede door eigen parochie een grote verbondenheid, wat na terugkomst van Haarsteegse militairen uit Nederlands-Indië in 1949 leidde tot een actieve afdeling van het Katholiek Thuisfront. Van januari 1949 tot mei 1950 werd door deze organisatie De Haarsteegbode uitgegeven.
In Haarsteeg vestigden zich een congregatie zusters, die bekend stonden als De zusters van Veghel, en wel aan de Haarsteegsestraat 11. Deze leidden het Gertrudisgesticht, waar enkele bejaarden waren gevestigd. Dit is gebouwd in 1907 naar een ontwerp van W.Th. van Aalst. Ook een meisjesschool werd door hen geleid. De zusters vertrokken tegen het eind van de 20e eeuw.

## Overstromingen
- Op 2 februari 1610 ontstond de eerste fase van de Haarsteegse Wiel.
- Op 29 december 1740 werd de Haarsteegse wiel nog verder uitgebreid door een overstroming. Ooggetuigen meldden: Nadat Zondag te Hedickhuizen de Dijk is doorgebroken werd vermeld dat: Drunen en de geheele Langstraat, te weten het Land van Heusden, het Land van Altena etc. bij de drie a vier voet onder water staat, en dat, indien noch drie dijken doorbreken, het te dugten stond, dat noch veele menschen en beesten het leven zouw kosten, en eindelijk, dat om deeze vrees de menschen alles verlaten en naar alle kanten vlugten om zich te redden zoo goed als zy kunnen.
- Op 18 februari 1795 brak de dijk bij het Vergereind op 3 plaatsen tegelijk door. Van de drie toen ontstane kolken doet de middelste thans nog dienst als eendenkooi.
- Op 22 februari 1799 was er weer een doorbraak op dezelfde plaats (watersnood van 1799). Die schijnt geheel onverwacht gekomen te zijn: een machtige ijsschots zou de dijk eenvoudig hebben omgeduwd. Hierbij zijn een aantal mensen om het leven gekomen en werd ook de kerk verdelgt. Na de rampen van 1795 en 1799 heeft men besloten om die gevaarlijke uitspringende hoek dijks, welke nu in de tijd van 4 jaren tweemaal was ingebroken te verlaten en door een binnenwaardsche rechtlijnige bedijking te doen vervangen.

## Bezienswaardigheden
- De Heilige Lambertuskerk aan de Haarsteegsestraat 10 is een neogotische driebeukige kruisbasiliek uit 1883. Architect was H.C. Dobbe. De kerk heeft een vieringtoren, een neogotisch orgel en een gepolychromeerd neogotisch houtsnijwerk, voorstellende het Laatste Avondmaal. In de nabijheid van de kerk bevindt zich een Heilig-Hartbeeld uit 1920.
- Enkele kortgevelboerderijen, met name Haarsteegsestraat 76 met een kern uit de 18e eeuw en een tuinkoepel uit omstreeks 1920. Op Mommersteeg 101 staat een boerderij uit 1799 en op Haarsteegsestraat 12 één uit 1802.

## Natuur en landschap
De omgeving van Haarsteeg stond onder sterke invloed van de Maas, die regelmatig buiten haar oevers trad. Ten noorden van de plaats liggen dan ook historische dijken, zoals de Hoge Maasdijk, die bescherming boden tegen het water van de Hedikhuizense Maas. Overstromingen zorgden voor tal van wielen die een reeks natuurgebieden vormen: Haarsteegse Wiel, en Sompen en Zooislagen. Hierin bevindt zich een eendenkooi. De Haarsteegse Wiel is met een diepte van 19 m zelfs de diepste wiel van Nederland.
Ten noordoosten van Haarsteeg ligt open polderland, terwijl de verkaveling in Haarsteeg zélf nog kenmerken van het slagenlandschap vertoont.

## Cultuur en verenigingsleven
Met carnaval vindt te Haarsteeg een regionale optocht plaats, waaraan doorgaans meer dan 80 wagens meedoen.
De Harmonie "St. Cecilia" Haarsteeg werd opgericht in 1843 en bestaat nog steeds.
Johannes Marinus (Rien) van der Pol (Heusden, 15 mei 1903 - Vlijmen, 2 september 1973), woonde en werkte te Haarsteeg als kunstschilder en glazenier. Hij stond bekend als de Rooije Rembrandt.

## Sport
De plaatselijke sportvereniging VV Haarsteeg werd opgericht in 1943.
Willy van den Berk was een oud-schaatser. De door hem opgerichte schaatsclub STC Willy van den Berk draagt nog steeds zijn naam.
Op zaterdag 20 augustus 2022 liep de route van de tweede etappe (van 's-Hertogenbosch naar Utrecht) van de Ronde van Spanje 2022 door Haarsteeg.

## Geboren en/of wonend in Haarsteeg
- Floor van den Brandt, per seizoen 2008-2009 schaatsster bij Jong Oranje
- Anne van Es-van den Hurk, atlete
- Claudius Prinsen, voormalig burgemeester van Roosendaal en Breda
- Ina Adema, commissaris van de Koning van de provincie Noord-Brabant
- Amy Vol, zangeres

## Aangrenzende kernen
- Bokhoven, Elshout, Engelen, Hedikhuizen, Herpt, Nieuwkuijk, Vlijmen